# Jacques de Noailles
Jacques de Noailles, dit le « Bailli de Noailles », né le 9 novembre 1653 à Paris et mort le 22 avril 1712 dans cette même ville, est un officier de marine et gentilhomme français des XVIIe et XVIIIe siècles. Descendant de la puissante Maison de Noailles, il entre au service de l'ordre de Saint-Jean de Jérusalem avant de rejoindre la Marine royale et le corps des galères au sein duquel il fera la plus grande partie de sa carrière. Il combat pendant la guerre de la Ligue d'Augsbourg et termine au grade de lieutenant général des galères ; Bailli & ambassadeur de l'ordre de Saint-Jean de Jérusalem en France, commandeur de Louvieres, de Vaulemyon, de Bourdeaux, de Saint-Thomas de Trinquetaille en Provence et de la Croix-en-Brie[réf. nécessaire].

## Biographie

### Origines et famille
Jacques de Noailles descend de la Maison de Noailles. Il est le troisième fils d'Anne de Noailles (ap. 1613-1678), 1er duc de Noailles, chevalier de l'ordre du Saint-Esprit et pair de France ; et de sa seconde épouse Louise Boyer (1632-1697), dame d'atours de la reine Marie-Thérèse d'Autriche. De cette union naissent cinq garçons et une fille.
Ses frères aînés s'engagent l'un dans l'armée et l'autre au service de l’Église. Anne-Jules de Noailles (1650–1708), 2e duc de Noailles, est maréchal de France et Louis-Antoine de Noailles (1651-1729), cardinal et archevêque de Paris.
Son frère cadet, Jean-Baptiste François de Noailles (1658-1696), sera maréchal de camp ; sa sœur Louise Anne de Noailles (1662- 1693), épouse en 1680 Henri de Beaumanoir, marquis de Lavardin. Enfin, son dernier frère Jean-Baptiste-Louis-Gaston de Noailles (1669-1720), sera évêque-comte de Châlons-sur-Marne.

### Carrière dans la Marine

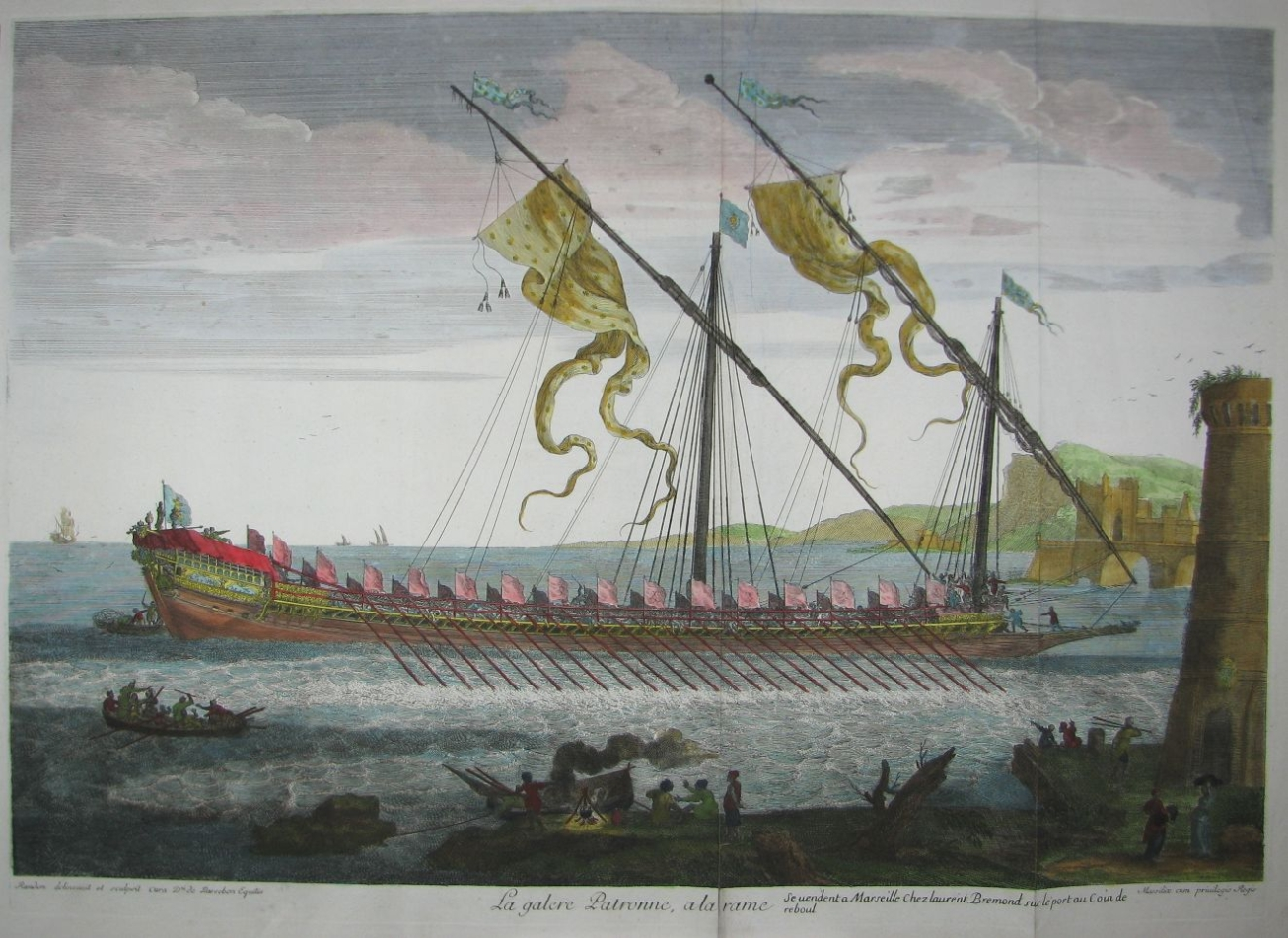
La galère la Patronne vers 1690.

Le jeune Jacques est reçu de minorité dans l'ordre de Saint-Jean de Jérusalem le 14 août 1657 et est envoyé à Malte sur les galères de « la Religion ». Rentré en France, il intègre la Marine du Roi et entre au corps des galères.
Avec ses galères, il participe aux bombardements d'Alger en 1682, et au bombardement de Gênes en 1684, au sein des flottes commandées par Abraham Duquesne. Le 12 août 1689, le pape Innocent XI meurt, et un conclave est convoqué pour lui élire un successeur. Le roi ordonne au bailli de Noailles de convoyer les cardinaux français jusqu'à Rome. Le 11 septembre, il quitte Toulon à bord de La Patrone. Il embarque à son bord le cardinal de Bouillon, le cardinal de Bonzi, le cardinal de Fürstenberg ainsi que le duc de Chaulnes et le marquis de Torcy. La petite flotte française fait escale à Gênes le 15 septembre, avant de reprendre la mer. Quelques jours plus tard, elle est contrainte de s'abriter deux jours à Porto Venere en raison du gros temps qui sévissait alors en mer Méditerranée, avant finalement de débarquer ses illustres passagers à Civita-Vecchia.
Pendant la guerre de la Ligue d'Augsbourg, il est présent à la victoire de Béveziers le 10 juillet 1690, au sein de l'armée navale commandée par le comte de Tourville et le marquis de Châteaurenault. Au début de 1692, le vice-amiral de la flotte du Ponant, Victor Marie d'Estrées est envoyé en Méditerranée avec huit vaisseaux de ligne. Les galères du bailli de Noailles accompagnent cette flotte chargée de seconder les opérations du maréchal de Catinat dans les États italiens du duc de Savoie. Ils l'aident à prendre la ville et le château de Nice et tout le comté de Nice. Le 19 avril, il arrive en rade d'Oneille, bombarde la ville pendant la nuit et le jour suivant. Il ordonne d'y effectuer une descente et d'y mettre le feu, mais les troupes piemontaises repoussérent l'attempt avec bien de pertes françaises. Peu après d'Estrées, avec quatre vaisseaux, cinq frégates, deux brûlots et trois galiotes à bombe, et le bailli de Noailles, avec vingt-six galères se rendent devant Barcelone pour bombarder cette cité. Ils y envoient huit cents bombes qui brûlent en grande partie l'arsenal, le palais du vice-roi, la cathédrale et une centaine de maisons.
Le 29 mai 1692, il est présent lors du désastre de La Hougue au cours duquel une grande partie de la flotte française est brûlée. Au mois de mai 1693, le vice-amiral d'Estrées et le bailli de Noailles partent de Toulon et de Marseille avec vingt-deux vaisseaux et trente galères pour assiéger par mer la place de Rosas en Catalogne, tandis que le maréchal de Noailles, son frère, l'assiégeaient par la terre. Enfin, il est au siège de Barcelone en 1697. Il s'y distingue et relève la tranchée devant la ville le 16 juin de la même année.
Il sert à nouveau pendant la guerre de Succession d'Espagne. Il est au siège de Cadix en 1702. L'année suivante, en août 1703, le bailli de Noailles est nommé ambassadeur de l'ordre de Saint-Jean de Jérusalem en France. Le grand maître de l'Ordre lui donne en même temps la Commanderie de La Croix-en-Brie. Dans ses Mémoires, le duc de Saint-Simon écrit :

« Le bailli de Noailles, frère du duc et du cardinal de Noailles, succéda au bailli d'Hautefeuille à l'ambassade de la religion en France. Il étoit lieutenant général des galères de France qu'il vendit au marquis de Roye, capitaine de vaisseau, lors à la mer qui avoit épousé la fille unique de du Casse. Pontchartrain, mari de sa sœur, en fit le marché et en eut l'agrément pour lui en son absence, ce qui le fit tout d'un coup lieutenant général des armées navales »

.
Pendant 24 ans, Jacques de Noailles réside à Marseille où se situe l'Arsenal des galères. Il y loue un hôtel particulier. Cette rue donnera son nom au quartier de Noailles qui englobe une partie de la Canebière.
Il meurt le 22 avril 1712 à Paris, à l'âge de cinquante-neuf ans. Il ne sut pas gérer sa fortune et mourut ruiné chez son frère, archevêque de Paris. Il est enterré dans la cathédrale Notre-Dame de Paris.

### Sources et bibliographie
- Anselme de Sainte-Marie, Histoire de la Maison Royale de France, et des grands officiers de la Couronne, libr. associés, Paris, 1726, [lire en ligne], p. 791